# 磐梯熱海スポーツパーク
磐梯熱海スポーツパーク（ばんだいあたみスポーツパーク）は、福島県郡山市熱海町高玉にあるスポーツ施設である。
以前からこの地に隣接してあった郡山スケート場、郡山勤労者体育館、熱海野球場、熱海サッカー場をまとめたもの。CYCLE AID JAPANなど各種屋外イベントの会場としても利用される。

## 施設

### 野球場・多目的グラウンド
以前の名称は「熱海野球場」。その当時は土のグラウンドだった。1999年に人工芝の多目的グラウンドに改修され、体育館とともに郡山勤労者総合スポーツ施設の一部となる。
野球場としての使用時は両翼、中堅とも90m。野球場以外にフットサル場や200mのトラックの陸上競技場としても利用可能。面積は9,310m2。グラウンドは人工芝で、夜間照明設備あり。また、バックネット裏に100席程度の観客席と外野に野球専用のスコアボードを備える。郡山市公共施設案内・予約システムにて利用予約が可能。

### 熱海サッカー場
サッカーやラグビーに使用可能。面積は26,350m2。グラウンドは天然芝。500席の観客席を有するが、夜間照明設備はなし。郡山市公共施設案内・予約システムにて利用予約が可能。

### 体育館
1999年開場。以前の名称は「郡山勤労者体育館」。競技場面積は1,116m2で、バスケットボール1面、バレーボール2面、バドミントン6面、卓球10台、フットサル2面のいずれかで使用可能。郡山市公共施設案内・予約システムにて利用予約が可能。

### 郡山スケート場

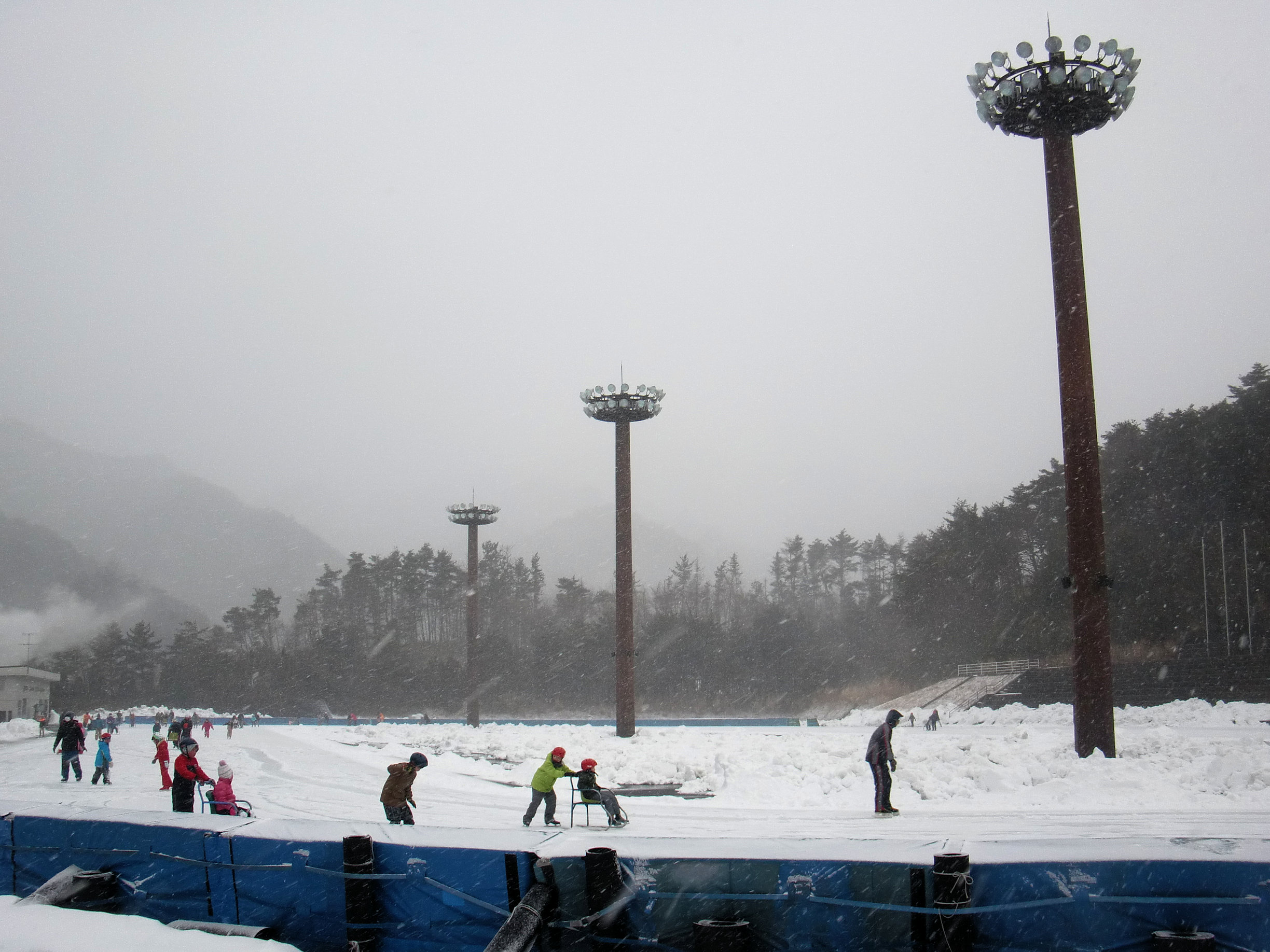
郡山スケート場

1991年開場。屋外だが400mリンクを備えた県内唯一の公式スピードスケートリンクで、1995年のふくしま国体ではスピードスケートの会場となった。毎年12月の磐梯熱海温泉つるりんこ祭では、近隣の磐梯熱海アイスアリーナとともに会場として利用される。毎年1月にあるスケートの日は無料開放される。
アイススケートリンクとしては12月から翌2月まで利用可能。4月から10月はインラインスケート用リンクとして利用される。面積は39,000m2で、1,115席の観客席と夜間照明設備を有する。。郡山市公共施設案内・予約システムにて利用予約が可能。

## 近隣の施設
- 磐梯熱海アイスアリーナ
- 郡山ユラックス熱海
- ほっとあたみ（熱海フットボールセンター）

## アクセス
- 電車・バス
  - JR郡山駅西口8番バス乗り場より福島交通バス「熱海」行→「熱海グランド前」下車（所要時間約40分）、徒歩5分
  - JR磐梯熱海駅バス乗り場より福島交通バス「牧場」行→「林沢」下車（所要時間約3分）、徒歩6分
  - JR磐梯熱海駅より徒歩15分

- 乗用車
  - 磐梯熱海インターチェンジより福島県道24号中の沢熱海線、福島県道8号本宮熱海線を経由して約1.5km（所要時間約3分）